# Agatarchos
Agatarchos z Samos (gr. Agátharchos; ur. 490 p.n.e., zm. 415 p.n.e.) – grecki malarz, działał w Atenach ok. 460-420 p.n.e. Zwany był także Skenografosem ze względu na to, że był inicjatorem i twórcą scenografii do sztuk teatralnych Ajschylosa.
Jest uważany za pierwszego twórcę, który stosował iluzję przestrzenną i perspektywę linearną (w dekoracjach teatralnych). Napisał też dzieło (traktat) o malarstwie dekoracyjnym w teatrze i przedstawianiu rzeczywistości w sztuce, które nie zachowało się do naszych czasów, ale cieszyło się dużą popularnością wśród współczesnych - w starożytności korzystało z niego wielu artystów (np. Apollodoros z Aten), teoretyków sztuki i filozofów (np. Anaksagoras i Demokryt). Twórczość Agatarchosa znalazła swoje odbicie w dziełach greckich malarzy wazowych, szczególnie południowoitalskich.